# NGC 5737
NGC 5737 este o liner situată în constelația Boarul. A fost descoperită în 20 aprilie 1792 de către William Herschel. Se află la o distanță de 130,02 de megaparseci de Pământ.